# Sarkin Haoussa
Sarkin Haoussa (auch: Sarki Haoussa, Serké Haoussa, Serkin Haoussa, Sharken-Haoussa, Sherkin Haoussa) ist eine Landgemeinde im Departement Mayahi in Niger.

## Geographie
Sarkin Haoussa liegt in der Sahelzone. Die Nachbargemeinden sind Attantané im Nordwesten, Mayahi im Nordosten, Aguié im Südosten, Tchadoua im Süden, Saé Saboua im Südwesten und Maïyara im Westen. An der Grenze zu Attantané verläuft das Trockental Goulbi N’Kaba. Es gibt in der Gemeinde 33 temporäre Teiche, mares genannt, die gefährdet sind zu  versanden.
Bei den Siedlungen im Gemeindegebiet handelt es sich um 56 Dörfer, 30 Weiler und 22 Lager. Der Hauptort der Landgemeinde ist das Dorf Sarkin Haoussa.

## Geschichte
Das Dorf Sarkin Haoussa wurde um das Jahr 1850 von einem aus der Siedlung Bouzou Tsougounné stammenden Mann namens Mayahi Andi gegründet. Sarkin Haoussa gehörte bis zum Beginn der französischen Kolonialzeit Anfang des 20. Jahrhunderts zum unabhängigen Staat Gobir. Im Jahr 1910 wurde das Dorf durch ein Feuer verwüstet, wodurch die Bewohner gezwungen waren nach Bouzou Tsougounné zurückzukehren.
Der Anbau von Erdnüssen wurde 1948 eingeführt. Der Markt im Dorf Dan Maïro im Gemeindegebiet von Sarkin Haoussa war in den 1960er Jahren ein wichtiger Umschlagplatz für Erdnüsse, dem damals bedeutendsten Exportgut Nigers.
Die Landgemeinde Sarkin Haoussa ging als Verwaltungseinheit 2002 im Zuge einer landesweiten Verwaltungsreform aus dem südwestlichen Teil des Kantons Mayahi hervor. Das Dorf Maï Tsakoni war von der Flutkatastrophe in West- und Zentralafrika 2010 betroffen: 154 Dorfbewohner wurden als Katastrophenopfer eingestuft.

## Bevölkerung
Bei der Volkszählung 2012 hatte die Landgemeinde 76.312 Einwohner, die in 9059 Haushalten lebten. Bei der Volkszählung 2001 betrug die Einwohnerzahl 54.438 in 6764 Haushalten.
Im Hauptort lebten bei der Volkszählung 2012 4122 Einwohner in 526 Haushalten, bei der Volkszählung 2001 2959 in 376 Haushalten und bei der Volkszählung 1988 1535 in 201 Haushalten.
In ethnischer Hinsicht ist die Gemeinde ein Siedlungsgebiet von Azna, Gobirawa, Katsinawa und Tuareg.

## Politik
Der Gemeinderat (conseil municipal) hat 20 gewählte Mitglieder. Mit den Kommunalwahlen 2020 sind die Sitze im Gemeinderat wie folgt verteilt: 10 PNDS-Tarayya, 2 CPR-Inganci, 2 MNSD-Nassara, 2 RPP-Farilla, 1 ADEN-Karkara, 1 CDS-Rahama, 1 MPN-Kiishin Kassa und 1 RDR-Tchanji.
Jeweils ein traditioneller Ortsvorsteher (chef traditionnel) steht an der Spitze von 55 Dörfern in der Gemeinde, darunter dem Hauptort.

## Wirtschaft und Infrastruktur
Die Bevölkerung lebt vor allem vom Ackerbau. Die Gemeinde liegt in einer Zone, in der Regenfeldbau betrieben wird. Die Männer kultivieren Hirse, Erdnüsse, Sorghum, Augenbohnen und Erdmandeln, während den Frauen der Anbau von Sauerampfer, Sesam, Kürbissen, Okra und Erderbsen vorbehalten ist. In den 1980er Jahren wurde im Hauptort eine Getreidebank etabliert. In Sarkin Haoussa gibt es ferner Handwerksbetriebe wie Schmieden, Webereien und Kalebassen-Hersteller. Die Niederschlagsmessstation im Hauptort wurde 1981 in Betrieb genommen.
Gesundheitszentren des Typs Centre de Santé Intégré (CSI) sind im Hauptort sowie in den Siedlungen Dan Maïro, Jantoudou und Mallamawa Kaka vorhanden. Jenes im Hauptort wurde 1997 im Rahmen der Bamako-Initiative errichtet. Der CEG Sarkin Haoussa und der CEG Dan Maïro sind allgemein bildende Schulen der Sekundarstufe des Typs Collège d’Enseignement Général (CEG). Beim Centre de Formation aux Métiers de Sarkin Haoussa (CFM Sarkin Haoussa) handelt es sich um ein Berufsausbildungszentrum.
Durch die Gemeinde, unter anderem durch den Hauptort, verläuft die Nationalstraße 19 zwischen den Gemeindehauptorten Mayahi und Tchadoua. Außerdem führen die Nationalstraße 37 zwischen Kornaka und Tessaoua und die Landstraße RR4-003 zwischen Bader Tanko und Saé Saboua durch die Gemeinde.